# Віктор Вазарелі
Вікто́р Вазарелі́ (фр. Victor Vasarely, угор. Vásárhelyi Győző, 9 квітня 1906, Печ, Угорщина — 15 березня 1997, Париж) — французький митець, що народився в Угорщині, один із засновників оп-арту.

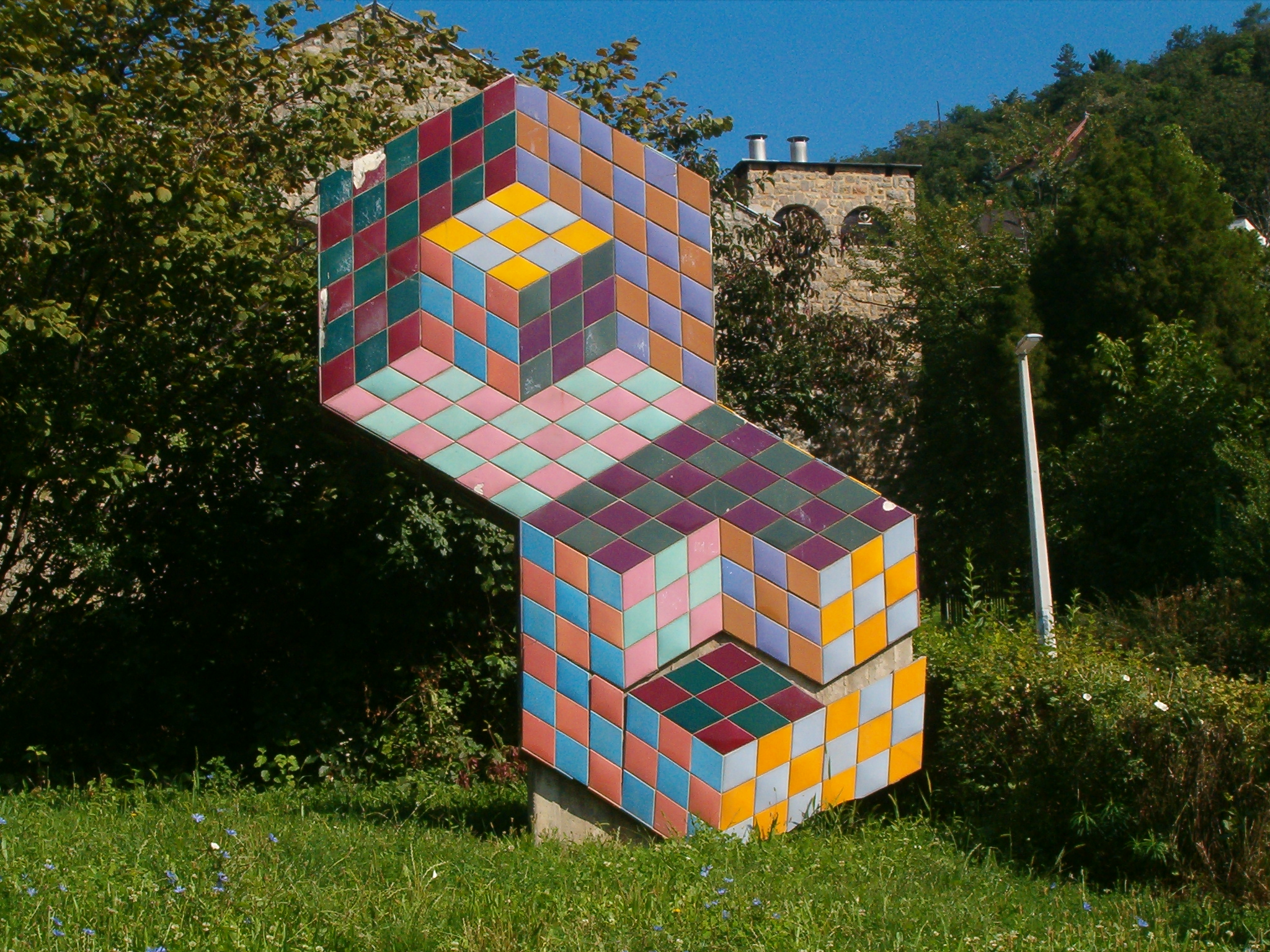
Скульптура в рідному місті Печі

Вазарелі був найяскравішим представником оп-арту як завдяки розмаху своєї творчості, так і логічній завершеності свого методу. Він досліджував вплив цього мистецтва і його застосування в архітектурі і дизайні, що привело до розквіту оп-арту в рекламі й дизайні до такої міри, що навіть виникла небезпека перетворення його на прикладне мистецтво.
На честь митця названо астероїд — 5801 Вазарелі.
01—17 березня 2013 р. роботи Віктора Вазарелі з колекції Тібора Чепеї були експоновані в Сімферопольському художньому музеї.